# Attilio Fresia
Attilio Fresia (Torino, 5 marzo 1891 – Modena, 14 aprile 1923) è stato un calciatore, allenatore di calcio e militare italiano, di ruolo centrocampista e portiere.
Fu il primo calciatore italiano a giocare in Inghilterra.

## Carriera

### Club

#### Gli inizi e l'esperienza in Inghilterra
Fresia nacque a Torino ed iniziò a giocare in campionato nella squadra omonima, dove rimase per quattro anni. In quel periodo venne visto giocare da Vittorio Pozzo che l'avrebbe in seguito descritto come uno dei giocatori più talentuosi di tutto il calcio italiano. Nel 1911 si trasferisce a Genova per giocare nell'Andrea Doria.
Nel 1913 Fresia venne coinvolto in uno scandalo tesseramenti: poiché fu acquistato dal Genoa per 400 lire, circostanza vietata dai regolamenti di allora che prescrivevano l'assoluto dilettantismo dei calciatori, in data 9 giugno la FIGC squalificò il calciatore per due anni e comminò una multa di 1000 lire al club genovese. Frattanto, nel maggio dello stesso anno era arrivato in Italia il Reading per giocare una serie di amichevoli contro le più forti squadre italiane: la prima di queste amichevoli fu proprio contro il Genoa che venne sconfitto per quattro a due in un match in cui entrambe le reti genoane furono segnate da Fresia. La dirigenza del club inglese rimase impressionata dalla sua prestazione e riuscì ad acquistarlo per 17 sterline, grazie anche alla mediazione dell'allenatore del Genoa William Garbutt, che in passato aveva giocato proprio nel Reading.
Essendo il suo il primo caso di un calciatore italiano che andava a giocare in Inghilterra, la Federazione impiegò molti mesi ad ufficializzare il trasferimento. Nell'attesa Fresia allenò una squadra giovanile e si mantenne in forma rimanendo aggregato al Genoa di Garbutt, mentre a Reading crescevano l'entusiasmo e la curiosità per il nuovo arrivo ed i giornali seguirono assiduamente tutti i passaggi della trattativa. Arrivò infine a Reading nel dicembre del 1913 e pochi giorni dopo fece il suo debutto in campo giocando con la squadra riserve contro il Croydon Common. Faticò però ad adattarsi al nuovo ambiente e dopo pochi mesi fece ritorno in Italia. Un giornale locale commentò così le sue prestazioni:

### Il ritorno in Italia e le esperienze da allenatore
Fresia fece quindi ritorno in Italia, a Modena, e ricominciò dapprima ad allenare, stante la squalifica per "professionismo", e solo nel 1915 a giocare nella squadra emiliana. Durante il conflitto prestò servizio in un reparto di artiglieria di stanza dapprima presso Parma ed in seguito a Livorno, ma continuò a giocare a calcio, partecipando alla coppa Federale tra le file del Modena.
Nella città labronica tornò nelle vesti di calciatore nel 1919 per il club locale. Nel 1920 si trasferì nuovamente al Modena dove sarebbe dovuto diventare allenatore della prima squadra, ma venne raggiunto da una vantaggiosa offerta dal Brasile da parte del Palestra Italia.

#### Allenatore
(Giampaolo Brighenti)
Fresia, già allora malato di bronchite cronica o tubercolosi, decise di accettare confidando negli influssi benefici del clima brasiliano sulla sua salute. Partito in nave agli inizi di dicembre del 1920, Fresia arrivò in tempo per sedersi sulla panchina della squadra nello spareggio per la vittoria del Campionato Paulista contro il Paulistano di Arthur Friedenreich, che i suoi uomini avrebbero vinto per uno a zero, conquistando così il primo alloro della loro storia.
In primavera ed in estate però le sue condizioni di salute peggiorarono e ritornò a Modena, seguito dalla moglie Nerina Secchi. Negli anni seguenti continuò ad allenare squadre giovanili fino ad arrivare nel 1922 proprio sulla panchina del Modena. L'anno seguente all'età di 32 anni morì dopo lunga malattia respiratoria. Per lo stadio di Modena ci fu un referendum sull'atleta a cui dedicarlo, la scelta fu tra lui ed Alberto Braglia che poi vinse.

### Nazionale
Giocò una partita in Nazionale, contro il Belgio giocata il 1º maggio 1913.

## Statistiche

### Cronologia presenze e reti in Nazionale
| Cronologia completa delle presenze e delle reti in nazionale ― Italia | Cronologia completa delle presenze e delle reti in nazionale ― Italia | Cronologia completa delle presenze e delle reti in nazionale ― Italia | Cronologia completa delle presenze e delle reti in nazionale ― Italia | Cronologia completa delle presenze e delle reti in nazionale ― Italia | Cronologia completa delle presenze e delle reti in nazionale ― Italia | Cronologia completa delle presenze e delle reti in nazionale ― Italia | Cronologia completa delle presenze e delle reti in nazionale ― Italia |
| Data                                                                  | Città                                                                 | In casa                                                               | Risultato                                                             | Ospiti                                                                | Competizione                                                          | Reti                                                                  | Note                                                                  |
| --------------------------------------------------------------------- | --------------------------------------------------------------------- | --------------------------------------------------------------------- | --------------------------------------------------------------------- | --------------------------------------------------------------------- | --------------------------------------------------------------------- | --------------------------------------------------------------------- | --------------------------------------------------------------------- |
| 1/05/1913                                                             | Torino                                                                | Italia                                                                | 1 – 0                                                                 | Belgio                                                                | Amichevole                                                            | 0                                                                     |                                                                       |
| Totale                                                                |                                                                       | Presenze                                                              | 1                                                                     |                                                                       | Reti                                                                  | 0                                                                     |                                                                       |

## Palmarès

### Allenatore

#### Competizioni nazionali
- Campeonato Paulista: 1

Palestra Italia: 1920